# Enosh
Enosh (Enos i 1917 års översättning) var enligt Gamla Testamentet en patriark som levde före syndafloden. Han var son till Set och far till Kenan.